# هنري إس. جونستون
هنري إس. جونستون (بالإنجليزية: Henry S. Johnston)‏ هو محامي وسياسي أمريكي، ولد في 30 ديسمبر 1867 في إيفانسفيل في الولايات المتحدة، وتوفي في 7 يناير 1965 في بيري في الولايات المتحدة. حزبياً، نشط في الحزب الديمقراطي. وقد انتخب عضو مجلس ولاية أوكلاهوما وانتخب President pro tempore of the Oklahoma Senate ‏ (1925 – 1927) وانتخب حاكم أوكلاهوما ‏ (10 يناير 1927 – 21 مارس 1929).